# Màlik ibn Anas
Màlik ibn Anas (àrab: مالك بن أنس, Mālik ibn Anas) (Medina, c. 711 – 7 de juny de 795) fou un dels més respectats erudits del fiqh a l'islam sunnita. El màdhhab malikita o malikisme, que pren el nom d'ell, és una de les quatre escoles de jurisprudència seguides pels sunnites fins a l'actualitat.

## Nom
El seu nom complet era Abu-Abd-Al·lah Màlik ibn Anas ibn Màlik al-Himyarí al-Asbahi al-Madaní (àrab: أبو عبد الله مالك بن أنس بن مالك الحميري الأصبحي المدني, Abū ʿAbd Allāh Mālik ibn Anas ibn Mālik al-Ḥimyarī al-Aṣbaḥī al-Madanī), però normalment és conegut simplement com Màlik ibn Anas. Entre els musulmans és conegut com l'imam Màlik o pels títols el «Xeic de l'islam», el «Mestre de la Comunitat» o l'«Imam de tota l'emigració».

## Biografia
Màlik era fill d'Anas ibn Màlik (que cal no confondre amb el sahabí homònim) i d'Àliya bint Xurayk al-Azdiyya i va néixer a Medina vers l'any 711. La seva família pertanyia a la tribu al-Asbahí i era originària del Iemen, tot i que el seu besavi Abu-Àmir s'havia traslladat amb la família a Medina després de convertir-se a l'islam l'any 2 de l'Hègira, el 623 dC. El seu avi Màlik ibn Abi-Àmir va ser deixeble del segon califa de l'islam Úmar ibn al-Khattab i va estar implicat en la recol·lecció dels pergamins a partir dels quals es va confegir la versió escrita de l'Alcorà durant el regnat del califa Uthman. Segons ell mateix conta a Al-muwatta, era alt, corpulent, imponent d'estatura, molt clar, amb cabells i barba blancs però calb, amb una barba enorme i ulls blaus.

## Formació

### Mestres
Viure a Medina va donar a Màlik accés a algunes de les ments més erudites de l'islam primerenc. Va memoritzar l'Alcorà en la seva joventut, aprenent la recitació d’Abu-Suhayl Nafi ibn Abd-ar-Rahman, de qui també va rebre la seva ijaza, o certificació i permís per ensenyar als altres. Va estudiar amb diversos erudits famosos, com Hàixim ibn Urwa i Ibn Xihab az-Zuhrí, així com amb el famós imam Jàfar as-Sàdiq.
Tant Màlik com az-Zuhrí van ser estudiants de Nafi, mawla d'Ibn Úmar, l'imam tabií, cèlebre transmissor de hadits.
Juntament amb Abu-Hanifa an-Numan, fundador del màdhhab hanafita), l'imam Màlik, també va estudiar amb Jàfar as-Sàdiq un conegut erudit de la seva època, que és considerat pels musulmans xiïtes com el seu imam i fundador de la seva escola jurídica. L'imam Màlik va ser un mestre de l'imam aix-Xafií, fundador del màdhhab xafiïta, que al seu torn va ser professor de l'imam Àhmad ibn Hànbal, fundador del màdhhab hanbalita. D'aquesta manera, es vinculen intel·lectualment els cinc principals màdhhabs de l'islam, els quatre sunnites i el xiïta.
Anas es va convertir en el principal erudit de tradicions profètiques del seu temps, que va intentar aplicar a la «vida legal total» per mitjà d'un mètode sistemàtic de jurisprudència musulmana que es va anar expandint amb el pas del temps.
Conegut pels seus contemporanis com l'«Imam de Medina», les opinions de Màlik sobre la jurisprudència van ser molt apreciades durant la seva vida i més tard, convertint-se en el fundador d'una de les quatre escoles de dret sunnita, la malikita. Les seves ensenyances es va convertir en el ritu normatiu per a la pràctica sunnita a gran part del nord d'Àfrica, a l'Àndalus, a bona part d'Egipte i a zones de Síria, del Iemen, del Sudan, de l'Iraq i del Khorasan, i per a destacats ordes sufís, com la xadhiliyya i tijaniyya.

### Cadena d'or de transmissors
En la ciència del hadit és molt important la cadena de transmissió, és a dir la seqüència de transmissors d'un mateix hadit: mentre més fiable sigui la successió de transmissors d'un hadit concret, més fiable serà l'autenticitat del hadit. En aquest sentit, la cadena de transmissors de Màlik és considerada la més autèntica i va ser anomenada sílsilat ad-dhahab o «cadena d'or» per notables estudiosos dels hadits, com ara Muhàmmad al-Bukharí. La cadena d'or de Màlik consisteix en Màlik, que narra un hadit après de Nafi, el mawla d'Ibn Úmar, que narra d'Abd-Al·lah ibn Úmar ibn al-Khattab, que el coneix directament del profeta Mahoma.

## Obra
L'única obra atribuïda amb certesa a Màlik és el Kitab al-Muwatta o Llibre del camí aplanat, fonament de l'escola malikita. El Fíhrist d'Ibn an-Nadim, un índex d'obres escrit al segle x, li atribueix altres títols, però no és gens clara la seva existència o la seva autoria. Aquestes altres obres es podrien dividir en dos grups, els llibres de temàtica jurídica:
- Kitab as-sunan o Kitab as-sunna, ‘Llibre de les sunnes’
- Kitab al-manàssik, ‘Llibre dels mansaks [cerimònies religioses durant el pelegrinatge]’
- Kitab al-mujalassat, ‘Llibre de les tertúlies’
- Rissala fi-l-aqdiya, ‘Carta sobre les sentències’
- Rissala fi-l-fatwa, ‘Carta sobre la fàtua’

I obres d'altres temes:
- Tafsir gharib al-Quran al-Karim, ‘Interpretació de las singularitats del Noble Alcorà’
- Rissala fi-l-qadar wa-r-radd ala-l-qadariyya, ‘Carta sobre el destí i la resposta a la predestinació’
- Kitab as-sirr, ‘Llibre de la raó profunda’
- Kitab an-nujum, ‘Llibre dels terminis’

A part d'aquestes obres, atribuïdes a Màlik, indirectament se li pot atribuir l'obra Al-mudàwwana al-kubra, de Sahnun, on es recullen, a partir del testimoni dels seus deixebles directes, moltes de les seves ensenyances.

### LaMuwatta
Sens dubte, la major contribució de Màlik als anals de la història islàmica és la seva col·lecció de hadits anomenada Al-muwatta (àrab: الموطأ, Al-muwaṭṭaʾ, ‘El camí aplanat’) o la Muwatta, una de les col·leccions més antigues i venerades pels sunnites i un dels primers llibres de dret musulmà que ens ha pervingut. En aquest llibre Màlik intenta donar una visió general de la llei i la justícia, del ritual i la pràctica de la religió segons el consens de l'islam a Medina, i crear un estàndard teòric per a qüestions que no s'havien establert des del punt de vista del consens i la sunna. Redactat al primer moment del califat abbàssida, època en què hi havia un reconeixement i una apreciació creixents del dret canònic, l'obra de Màlik va contribuir a traçar un «camí aplanat», que és el que literalment significa muwaṭṭaʾ, entre les diferents opinions que ja existien al voltant dels temes més elementals. Anomenat «el millor llibre del món després de l'Alcorà» per aix-Xafií, la Muwatta va fer que la tradició sunnita posterior hagi honrat Màlik amb epítets com ara «Xeic de l'Islam», «Testimoni de la Comunitat», «Imam de la Llar de l'Emigració», en referència a Medina, i «l'expert erudit de Medina».
Segons la tradició clàssica, Mahoma va predir el naixement de Màlik quan va dir: «Aviat la gent colpejarà els flancs dels camells a la recerca de coneixement i no trobarà més expert que l'expert erudit de Medina», i, segons un altre hadit, quan va afirmar: «El poble … caminarà de l'est a l'oest sense trobar cap més savi del poble que a Medina». Tot i que uns quants erudits posteriors, com Ibn Hazm i Tahawi, dubten de la identificació del misteriós savi d'ambdues tradicions amb Màlik, la interpretació tradicional i més estesa és que els hadits es refereixen a Màlik. Aix-Xafi'i, que més tard es va convertir en el fundador d'una altra de les quatre escoles ortodoxes de dret sunnita, va dir, del seu mestre: «Ningú em fa tan gran favor en la religió de Déu com Màlik … quan s'esmenten els erudits, Màlik és l'estrella rectora.»

## Pensament religiós
Màlik és sobretot un jurista, però també feu alguna aportació en el camp de la teologia.

#### Antropomorfisme
Màlik s'oposà estrictament a tota mena d'antropomorfisme. Considerava absurd comparar els atributs de Déu amb els atributs humans, en el sentit que es feia popularment, quan a partir dels atributs es donava una imatge humana de Déu, amb mans o ulls. En aquest sentit, es va escandalitzar quan un home li va preguntar com calia interpretar l'aleia «Déu Compassiu s'ha instal·lat sobre el Seu tron»[Alcorà 20:5 (traduït per Míkel de Epalza)], i li va respondre: «És inconcebible preguntar el “com”; sabem què vol dir “s'ha instal·lat”; creure-hi és obligatori; preguntar-ho és una innovació».

#### Visió beatífica
Màlik era partidari de la doctrina sunnita ortodoxa de la visió beatífica, i es diu que, en aquest sentit, citava les aleies «Aquest dia, hi haurà rostres tots plens de llum, meravellosos, estaran mirant cap al seu Senyor»[Alcorà 75:22–23 (traduït per Míkel de Epalza)] i «No! Ells, aquell dia, seran separats del seu Senyor com per un vel»[Alcorà 83:15 (traduït per Míkel de Epalza)] com a prova de la seva creença.

#### La naturalesa de la fe
Quan se li va preguntar sobre la naturalesa de la fe, Màlik la va definir com «de paraula i de fet» (àrab: قولا وعملا, qawlan wa-amalan), la qual cosa cal interpretar com que Màlik era contrari a la separació rigorosa de fe i obres.

#### Intercessió
Màlik sembla haver estat un defensor de la intercessió en la súplica personal. Per exemple, es relata que quan el califa abbàssida al-Mansur va preguntar a Màlik sobre si era preferible fer la pregària personal o duà dirigint-se cap a la tomba del Profeta o cap a l'alquibla, Màlik va respondre-li: «Per què no t'hi hauries de dirigir-t'hi [cap a la tomba] si aquest [el Profeta] és la teva via (wassila) cap a Déu i la del teu pare Adam el Dia de la Resurrecció?» En relació amb aquesta tradició, el mestre del hadit del segle xiii Ibn Jamaa va dir: «La notícia és recollida per dos mestres del hadit, Ibn Baixkuwal i el cadi Iyad a aix-Xifà, i no es presta cap atenció a les paraules dels qui afirmen que s'ha forjat només sobre la base dels seus desitjos ociosos».
Històricament, se sap que les declaracions de Màlik sobre la validesa de la intercessió van continuar sent una doctrina bàsica de l'escola malikita, i pràcticament tots els pensadors malikites d'època clàssica van acceptar la idea de la intercessió del Profeta. També se sap, a més, que els llibres clàssics del malikisme contenen l'estipulació que el duà o súplica personal es faci dirigint-se a la tomba.

#### Mística
Sobre la base de diverses tradicions primerenques, és evident que Màlik tenia molt en compte els primers sufís i les seves pràctiques. S'esmenta, a més, que Màlik va ser un ferm defensor de la combinació de la «ciència interior» (ilm al-bàtin) del coneixement místic amb la «ciència exterior» de la jurisprudència. Per exemple, el famós jurista i jutge malikita del segle xii Iyad, més tard venerat com a sant a tota la península Ibèrica, narrava una tradició en què un home preguntava a Màlik «sobre alguna cosa en la ciència interior», a la qual cosa Màlik va respondre: «Certament, ningú coneix la ciència interior, excepte els que coneixen la ciència exterior. Qui coneix la ciència exterior i la posa en pràctica, Déu li obrirà la ciència interior, i això no es produirà sinó amb l'obertura del seu cor i la seva il·luminació!» Tanmateix, també hi ha algunes tradicions que relaten que Màlik, tot i no oposar-se al misticisme en conjunt, era tanmateix contrari, en concret, a la pràctica del dhikr en grup. Aquestes tradicions, tanmateix, s'han qualificat com a múnkar o febles en la seva cadena de transmissió. A més, s'ha argumentat que cap d'aquestes notícies, que a més, totes elles, es relacionen amb la desaprovació de Màlik en ser informat d'un cas concret de dhikr grupal celebrat a prop, mostren explícitament una desaprovació cap a l'acte com a tal, sinó que mostren la crítica de Màlik a «algunes persones que es van fer passar per sufís al seu temps [i que] aparentment van cometre alguns excessos o incompliments de la llei sagrada.» Com que ambdues cadenes de transmissió són febles i no coherents amb el que es relata de Màlik en altres llocs, molts estudiosos rebutgen aquestes tradicions, encara que els crítics del sufisme d'avui les citen de tant en tant en suport de la seva posició.

### Relíquies
Màlik era partidari del tabarruk, és dir, de la recerca de la benedicció mitjançant la veneració de relíquies. Això és evident, per exemple, en el fet que Màlik va relatar amb aprovació una pràctica que feia Atà ibn Abi-Rabah, a qui va veure entrar a la mesquita del Profeta, a Medina, tocar el pom del púlpit i just després inclinar-se cap a l'alquibla per a pregar; amb aquest episodi Màlik valida que el fet de tocar el pom concedeix la benedicció (baraka) justament pel fet que el Profeta hauria tocat en vida el pom. A més, també consta que quan un dels califes va manifestar la seva intenció de substituir el púlpit de fusta del Profeta per un púlpit de plata i joies, a la mesquita del Profeta, Màlik va exclamar: «No crec que sigui bo que la gent sigui privada de les relíquies del missatger de Déu!».

### Sunna de Mahoma
Màlik considerava que seguir la sunna de Mahoma era de capital importància per a tots els musulmans. Va afirmar: «La sunna és l'arca de Noè. Qui hi puja es salva, i qui se n'allunya pereix».

## Tomba de Màlik

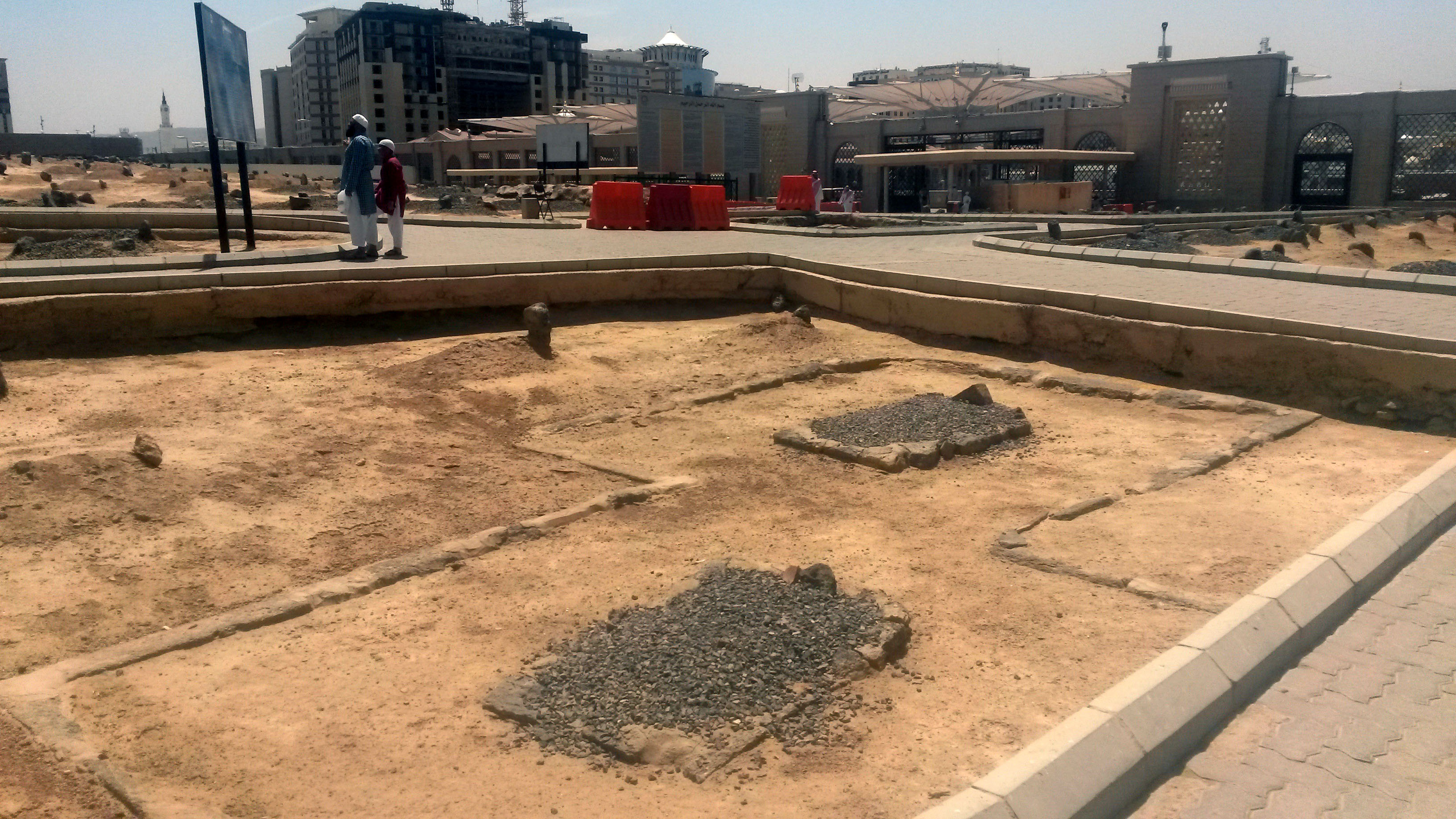
Tomba de Màlik a Medina.

Màlik va morir el 798 a Medina a l'edat de 83 o 84 anys i està enterrat al cementiri de Jannat al-Baqi, al costat de la mesquita del Profeta. Tot i que durant l'edat mitjana es va construir un petit santuari al voltant de la seva tomba, amb molts musulmans que el visitaven, l'edifici va ser enderrocat pel Regne d'Aràbia Saudita dins de la campanya d'enderrocament de llocs de tradició islàmica després de l'establiment del regne el 1932.

## Deixebles
L'imam Màlik va tenir nombrosos deixebles, els més cèlebres dels quals van ser els següents:
- Abd-ar-Rahman ibn al-Qàssim
- Abd-Al·lah ibn Wahb
- Àixhab ibn Abd-al-Aziz al-Amirí
- Àsbagh ibn al-Fàraj
- Àssad ibn al-Furat ibn Sinan
- Abd-al-Màlik ibn al-Majixun
- Abd-Al·lah ibn Abd-al-Hàkam ibn Ayun